# 캐나다 아이스하키 연맹
캐나다 아이스하키 연맹(영어: Hockey Canada 하키 캐나다[*])은 캐나다의 아이스하키 종목 행정을 총괄하는 스포츠 행정 기구이다. 1968년에 설립되었으며 1994년에 캐나다 아마추어 하키 협회와 합병하여 캐나다 아이스하키 종목 전반을 관리하는 조직으로 활동하고 있다. 본부는 캘거리에 있다.